# Robert Wyman
Pour les articles homonymes, voir Wyman.
Temple de la renommée britannique : 1993
James Robert Wyman (né le 27 avril 1909 à West Ham, mort le 25 juin 1978 à Kingswood (Surrey) (en)) est un joueur britannique de hockey sur glace.
Wyman est également un athlète pendant sa scolarité, devenant le champion anglais du saut en longueur à 15 ans, et patineur de vitesse, ayant détenu le record britannique d'un demi-mile en salle, puis remporte le tour de 440 yards (402 m) à l'extérieur en janvier 1934, un exploit qui lui valut d'être représenté sur une carte de cigarette Gallaher. Pendant la Seconde Guerre mondiale, Wyman sert dans la Royal Navy et a atteint le grade de lieutenant commander.

## Carrière
Robert Wyman apprend à jouer au hockey sur glace alors qu'il vit à Londres à la fin des années 1920 et au début des années 1930. La première saison de joueur adulte de Wyman se passe avec les Canadiens de Grosvenor House pendant la saison 1933-1934 de l'English league. L'équipe déménage l'Empire Pool à Wembley en octobre 1934 et change son nom pour les Canadiens de Wembley. Wyman reste avec les Canadiens pendant les saisons 1934-1935 et 1935-1936, la première de l'English National League, avant de rejoindre les Hawks de Richmond pour la saison 1936-1937.
Wyman rejoint le Princes Ice Hockey Club pour la saison 1937–38 avant de retourner à l'ENL pour jouer avec les Harringay Greyhounds pendant la saison 1939-1940. Wyman, en tant que défenseur, a un record personnel de deux buts et trois passes au cours de la saison avec Harringay.
Après la Seconde Guerre mondiale, Wyman recommence à jouer au hockey sur glace avec les Monarques de Wembley pendant la saison 1946-1947 au cours de laquelle il ne dispute que neuf matchs. Wyman continue à faire moins d'apparitions avant de finalement se retirer du hockey sur glace en 1950 en jouant avec le Sussex dans la Ligue du Sud.
Wyman est d'abord sélectionné pour jouer pour l'équipe de Grande-Bretagne pour le championnat du monde 1935 à Davos, en Suisse. Wyman marque le seul but d'une victoire contre l'équipe de France, aidant l'équipe à remporter une médaille de bronze aux championnats et également à l'équipe une médaille d'argent au championnat d'Europe.
Wyman est de nouveau sélectionné pour la Grande-Bretagne pour les Jeux olympiques d'hiver de 1936 à Garmisch-Partenkirchen. Il est l'un des deux seuls membres à avoir appris le hockey en Angleterre. Il joue seulement dans le deuxième match, une victoire contre l'équipe japonaise 3-0. Après le match, Wyman reste pendant le tournoi en tant que commentateur pour la BBC. La Grande-Bretagne devient championne olympique.
Wyman joue encore pour la Grande-Bretagne aux championnats du monde 1938, remportant la médaille d'argent, et 1939, soit douze sélections.
Wyman compte au total vingt sélections nationales.